# Première économique et sociale
Pour des articles plus généraux, voir Baccalauréat économique et social et Classe de première française.
En France, la classe de première économique et sociale (ou première ES) est de 1995 à 2019 la deuxième année du lycée, lorsque l'élève choisit le baccalauréat économique et social.

La première économique et sociale dans les études secondaires en France.

C'est l'une des trois anciennes séries de la classe de première générale, avec la première littéraire et la première scientifique. En 2019, les séries générales sont supprimées du fait de la réforme du baccalauréat général et technologique et réforme du lycée.

## Généralités
La classe de première économique et sociale est accessible après la seconde générale et technologique. À la fin de l'année, les élèves passent les épreuves anticipées du baccalauréat. L'année suivante, les élèves passent en terminale économique et sociale.

## Matières enseignées (2011-2019)
Avec la réforme du lycée de 2010 qui s'applique de 2011 à 2019 pour la classe de première, la grille horaire se présente de la manière suivante :

### Enseignements obligatoires communs aux trois séries générales
| Enseignement                   | Horaire hebdomadaire de l'élève (en h) |
| ------------------------------ | -------------------------------------- |
| Français                       | 4                                      |
| Histoire-géographie            | 4                                      |
| Langues vivantes 1 et 2        | 4,5                                    |
| Éducation physique et sportive | 2                                      |
| Enseignement moral et civique  | 0,5                                    |
| Accompagnement personnalisé    | 2                                      |
| Travaux personnels encadrés    | 1                                      |
| Vie de classe                  | 10 h annuelles                         |

### Enseignements obligatoires spécifiques à la série ES
| Enseignement                     | Horaire hebdomadaire de l'élève (en h) |
| -------------------------------- | -------------------------------------- |
| Sciences économiques et sociales | 5                                      |
| Mathématiques                    | 3                                      |
| Sciences                         | 1,5                                    |

### Enseignement facultatif
Les élèves peuvent choisir l'atelier artistique de 72 heures annuelles ou une ou deux options facultatives supplémentaires parmi :
- Langue vivante 3
- Langues et cultures de l'Antiquité (latin ou grec)
- Éducation physique et sportive
- Arts
- Section européenne

## Matières enseignées (1995-2011)
Les grilles horaires pour l’année 2010-2011 (avant la réforme du lycée) étaient les suivantes :

### Enseignements obligatoires
Le programme est composé d’un tronc commun comportant les matières suivantes :
| Enseignement                            | Horaire hebdomadaire de l’élève |
| --------------------------------------- | ------------------------------- |
| Sciences économiques et sociales        | 4 + (1)                         |
| Histoire-géographie                     | 4                               |
| Français                                | 4                               |
| Mathématiques                           | 2,5 + (0,5)                     |
| Langue vivante 1                        | 1,5 + (1)                       |
| Langue vivante 2,                       | 1 + (1)                         |
| Enseignement scientifique               | 1 + (0,5)                       |
| Éducation physique et sportive          | 2                               |
| Éducation civique, juridique et sociale | (0,5)                           |
| Travaux personnels encadrés             | 2                               |

### Enseignement à choisir
L’élève doit choisir un enseignement parmi :
| Enseignement                     | Horaire hebdomadaire de l’élève |
| -------------------------------- | ------------------------------- |
| Mathématiques                    | 2                               |
| Sciences économiques et sociales | 2                               |
| Langue vivante 1                 | 2                               |
| Langue vivante 2                 | 3                               |

À ces matières s’ajoutent, théoriquement :
- 10 heures annuelles de vie de classe (heures gérées par le professeur principal) ;
- 72 heures annuelles d’atelier d'expression artistique[N 12].

### Option(s) facultative(s)
Les élèves peuvent choisir en plus une ou deux options facultatives supplémentaires parmi :
| Enseignement                   | Horaire hebdomadaire de l'élève |
| ------------------------------ | ------------------------------- |
| Latin                          | 3                               |
| Grec                           | 3                               |
| Langue vivante 3,              | 3                               |
| Éducation physique et sportive | 3                               |
| Arts                           | 3                               |